# Dejan Čabraja
Dejan Čabraja (sinh 22 tháng 8 năm 1993 ở Zagreb) là một cầu thủ bóng đá Croatia thi đấu ở vị trí tiền đạo cho Široki Brijeg ở Giải bóng đá ngoại hạng Bosnia và Herzegovina.